# He's Coming To Me〜清明節、彼は僕のお墓の隣にやってきた
『He's Coming To Me〜清明節、彼は僕のお墓の隣にやってきた』（タイ語: เขามาเชงเม้งข้างๆ หลุมผมครับ、英語: He's Coming to Me、別名：彼は清明節に僕の隣のお墓参りにやってきた、略称: とな墓）は、プラチャヤー・レァーンロード（シントー）とパワット・チットサワンディ（オーム）が主演する2019年のタイのテレビドラマ。Aof・ノファナックが監督し、GMMTVが制作したもので、2019年3月7日から2019年4月25日の間にGMM 25とLINE TVで放送された。 
2018年11月5日に、GMMTVが「Wonder Th13teen」のイベントで発表した2019年放送予定の13のテレビドラマのうちの1つである。 

## あらすじ
メット（プラチャヤー・レァーンロード）は20年以上前に死に、墓に埋葬されたが、誰も彼の墓を訪ねてくる者はいなかった。メットは幽霊として墓に住みつき、1年に1回だけ行われる清明節の間、自分の墓に座って誰かが訪ねてくるのを待っていた。ある日、父親と一緒にタン（Nattapat Nimjirawat）という少年が墓地を訪れる。彼は誰にも手入れされていないメットの墓を見つけると、それを可哀そうに思いバッグに入っていたキャンディをお供えし、毎年来ることを約束した。その後成長したタン（パワット・チットサワンディ）は、メットと特別な関係を築いていく。 

## キャスト

### 主役
- メット・ウォンサコン・タナルンシリ役：プラチャヤー・レァーンロード（シントー）[4]
- タン・タンヤコーン役：パワット・チットサワンディ（オーム）

### その他
- 幽霊Jeng役：チョンナカン・アーポンスティナン（ガンスマイル）
- 幽霊Ngoon役：スッターティップ・ウッティチャイプラディ（アムペア）
- プリンス役：ワチラウィット・ルーアンウィワット（チモン）
- キャオ役：ハリット・チーワカルン（シング）
- Praifah役：サローチャー・ブリン（ジージー）
- Praifahの父親役：Suchao Pongwilai
- Kwan（タンの母親）役：インティラー・ジャルーンプラ（サーイ）

### ゲスト出演
- タン（幼少時代）役：ナッタパット・ニンジラワット（マック） - 第1話
- Tee役：ジェッサダー・サッパソー (ビッグ) - 第1話
- Kwan（若い頃）役：パッタラーニット・リンパティッヤーコーン（ラブ） - 第2・6話
- チン役：シワコーン・レーチューチョー（ガイ） - 第3話
- JJ役：チャヤポン・ジュターマー（エージェー） - 第2から4話
- Eak役：チャヤコーン・ジュターマー（ジェージェー） - 第2から4話

## 音楽
| 曲名        | （ローマ字）                          | アーティスト                 | 出典  |
| ----------- | ------------------------------------- | ---------------------------- | ----- |
| ให้รักปรากฏตัว | Hai Ruk Bpragot Dtua                  | Boy Trai Bhumiratna          | [ 5 ] |
| ให้รักปรากฏตัว | Hai Ruk Bpragot Dtua（Cover Version） | プラチャヤー・レァーンロード | [ 6 ] |

## 日本での展開
CS衛星劇場で2021年1月25日より第1話が先行放送、2月8日より本放送される。

## 賞とノミネート
| 年   | 授賞式          | カテゴリー                   | 受賞者                                                  | 結果 | 出典         |
| ---- | --------------- | ---------------------------- | ------------------------------------------------------- | ---- | ------------ |
| 2020 | LINE TVアワード | ベスト・ドラマチック・シーン | プラチャヤー・レァーンロード パワット・チットサワンディ | 受賞 | [ 9 ] [ 10 ] |